# Thomas Wolff (Schauspieler)
Thomas Wolff (* 7. Juni 1951 in Ost-Berlin) ist ein deutscher Schauspieler und Synchronsprecher.

## Leben
Thomas Wolff ist der Sohn des DDR-Schauspielers Gerry Wolff. Ab 1970 war Thomas Wolff in DEFA-Filmproduktionen zu sehen. Als Synchronsprecher ist er vor allem für die Rolle des Captain „Hawkeye“ Pierce in der Serie M*A*S*H (gespielt von Alan Alda) bekannt. Außerdem synchronisierte er Danny Trejo, Michael Madsen und Steven Seagal.

## Filmografie (Auswahl)
- 1970: Aus unserer Zeit (Episode 3: Gewöhnliche Leute)
- 1970: Junge Frau von 1914
- 1974: Die eigene Haut (Fernsehfilm)
- 1974: Johannes Kepler
- 1977: Ein irrer Duft von frischem Heu
- 1977: El Cantor (Fernsehfilm)
- 1978: Severino
- 1978: Brandstellen
- 1979: Die Gänsehirtin am Brunnen
- 1979: Des Henkers Bruder
- 1982: Der Prinz hinter den sieben Meeren
- 1983: Schwierig sich zu verloben
- 1987: Der Staatsanwalt hat das Wort (Fernsehreihe, eine Folge)
- 1987: Bebel und Bismarck (Fernseh-Dreiteiler)
- 1988: Dschungelzeit
- 1988: Froschkönig
- 1989: Rote Erde II
- 1996: Tatort: Der Phoenix-Deal
- 1998: Wolffs Revier (Fernsehserie, eine Folge)
- 2018: Zwischen Sommer und Herbst

## Hörspiele
- 1984: Lasar Lagin: Abenteuer mit Hottab (Hottab) – Regie: Rüdiger Zeige (Kinderhörspiel, Teil 4: Süßwassermatrosen – Rundfunk der DDR)
- 1986: Armenisches Volksmärchen: Anahit (Pechen) – Regie: Uwe Haacke (Kinderhörspiel – Rundfunk der DDR)
- 1987: Jörg Berrouschot: Kasper und der Drache Feuerspei (Kasper) – Regie: Rüdiger Zeige (Kinderhörspiel/Kurzhörspiel – Rundfunk der DDR)
- 1987: Russisches Volksmärchen: Auf des Hechtes Geheiß (Erzähler) – Regie: Rüdiger Zeige (Kinderhörspiel – Rundfunk der DDR)
- 2014: Star Wars: The Clone Wars 20 (Hörspiel zur Animationsserie, Episode: Das Zillobiest), Universal Music.

## Synchronrollen (Auswahl)
Danny Trejo
- 1996: From Dusk Till Dawn als Razor Charlie
- 2000: The Animal Factory – Rache eines Verurteilten als Vito
- 2004: Anchorman – Die Legende von Ron Burgundy als Barkeeper
- 2006: Desperate Housewives (Fernsehserie) als Hector Ramos
- 2014: Voodoo Encounters als Billy Kross

Michael Madsen
- 1993: Das Millionen-Ding als Detective Laurenzi
- 2007: Living & Dying als Agent Lind

Alan Alda
- 1972–1983: M*A*S*H (Fernsehserie) als Benjamin Franklin „Hawkeye“ Pierce
- 1994: Reißende Strömung – Rafting-Trips ins Verderben als Dan Cutler

### Filme
- 1981: Darf ich Petruschka zu dir sagen? – Frank Bey als Peter
- 1984: Die letzten Tage von Pompeji – Nicholas Clay als Claucus
- 1987: Masters of the Universe – Anthony De Longis als Blade
- 1987: Stakeout – Die Nacht hat viele Augen – Forest Whitaker als Detective Jack Pismo
- 1987: Unschuld im Kreuzverhör – Renato Mambor als Vincenzo, der Kellner
- 1988: Die letzte Versuchung Christi – Alan Rosenberg als Thomas
- 1988: Der Bulle von Paris – Bentahar Meaachou als Claude
- 1989: Police Academy 6 – Widerstand zwecklos – Alexander Folk als Wendell Farnsworth
- 1990: Die Klasse von 1999 – Stacy Keach als Dr. Bob Forrest
- 1990: Ford Fairlane – Rock ’n’ Roll Detective – Tone Lōc als Slam der Rapper
- 1992: Hollywoods geheimnisvolle Masken – Charles Walker als Ronald Fairfield
- 1993: Blood In Blood Out – Verschworen auf Leben und Tod – Geoffrey Rivas als Carlos
- 1995: Die üblichen Verdächtigen – Giancarlo Esposito als Jack Baer, FBI
- 1995: Der Lockvogel – Jean-Paul Comart als Michel
- 1995: Leaving Las Vegas – Liebe bis in den Tod – Marek Stabrowski als Pfandleiher
- 1995: In einem Land vor unserer Zeit 3 – Die Zeit der großen Gabe – Nicholas Guest als Hyps Vater
- 1997: Grosse Pointe Blank – Erst der Mord, dann das Vergnügen – K. Todd Freeman als Kenneth McCullers
- 1997: McHale’s Navy – Tommy Chong als Armando/ Ernesto
- 1999: Velocity – Joe Richards als alter Johnny Varron
- 1999: Reiter auf verbrannter Erde – Nick Gillie als Ollie
- 1999: City Hunter: Ryo Saeba, Live on the Scene – Yuuji Takada als Jack Douglas
- 2001: The Fast and the Furious – Vyto Ruginis als Harry
- 2002: Dazzle – Verliebt in eine Elfe – Jeff Fahey als Der Sammler
- 2003: Fluch der Karibik – Michael Sean Tighe als Gefangener
- 2003: Davids wundersame Welt – Delroy Lindo als Dennis Samuel
- 2003: Vlad – Das Böse stirbt nie – Francesco Quinn als Vlad Tepes
- 2003: Matrix – Revolutions – Harry Lennix als Commander Lock
- 2003: 2 Fast 2 Furious – James Remar als Agent Markham
- 2004: Girls Club – Vorsicht bissig! – Neil Flynn als Cadys Vater
- 2004: The Visitor – William Shatner als John Gossner
- 2004: Keine halben Sachen 2 – Jetzt erst recht! – Frank Collison als Strabo
- 2006: Death Note (japanischer Realfilm, basierend auf dem Manga von Tsugumi Ōba &  Takeshi Obata) – Takeshi Kaga als Soichiro Yagami
- 2007: The Hills Have Eyes 2 – Die Glücklichen sterben schnell – Jay Acovone als Wilson
- 2007: Across the Universe – Nicholas Lumley als Cyril
- 2009: Verrückt nach Steve – Howard Hesseman als Mr. Horowitz
- 2009: Kommissar Bellamy – Mord als Souvenir – Thomas Chabrol als Obdachloser

### Serien
- 1965–1971: Ein Käfig voller Helden – Bob Crane als Robert E. Hogan
- 1988: MacGyver – John de Lancie als Brian Ashford
- 1989: Der Denver-Clan – Jesse D. Goins als Det. Jack Lyons
- 1989: Der Denver-Clan – Lou Beatty Jr. als Rudy Richards
- 1989: Vegas – Victor Campos als Ali Hadj
- 1990: Vegas – Bill Fletcher als Kirk Dobson
- 1990: Vegas – Bruce Glover als Sully
- 1990: Vegas – Bubba Smith als Peter Bridges
- 1990: Verrückter wilder Westen – John Astin als Graf Nikolai Sazanov
- 1991: Love Boat – Glynn Turman als Tyrone
- 1991: Love Boat – Jimmy Blacklock als Jimmy Blacklock
- 1993: Der Prinz von Bel-Air – Tim Russ als Agent Marcus Collins
- 1994: Die Seaview – In geheimer Mission – Don Gordon als Stan Kowalski
- 1997: New York Undercover – Paul Calderón als Carlos Ortiz
- 2003: Without a Trace – Spurlos verschwunden – Alex Veadov als Goran Davits
- 2005: Everwood – Tom Wright als Carls Anwalt
- 2006: Cold Case – Kein Opfer ist je vergessen – David Parker als Petey
- 2006: Veronica Mars – Steven Williams als Tom Daniels
- 2008: Cold Case – Kein Opfer ist je vergessen – Cleavant Derricks als Lloyd
- 2008: Las Vegas – Ernie Hudson als Bob Casey
- 2009: Navy CIS – Lance Henriksen als Sheriff Clay Boyd
- 2009: Desperate Housewives – Steven Williams als Frank
- 2010–2011: Medium – Nichts bleibt verborgen – Dean Norris als Paul Scanlon
- 2013–2020: Vikings – John Kavanagh als Der Seher